# Mexikanische Badmintonmeisterschaft 1957
Die Mexikanische Badmintonmeisterschaft 1957 fand in Mexiko-Stadt statt. Es war die elfte Auflage der nationalen Titelkämpfe von Mexiko im Badminton.

## Titelträger
| Disziplin    | Sieger              |
| ------------ | ------------------- |
| Herreneinzel | Sergio Fraustro     |
| Dameneinzel  | Maria Elena Vivanco |
| Herrendoppel | keine Daten         |
| Damendoppel  | keine Daten         |
| Mixed        | keine Daten         |